# وارازابون
وارازابون (به ارمنی: Վարազաբուն) یک منطقهٔ مسکونی در جمهوری آرتساخ است که در استان آسکران واقع شده‌است.